# Järpås
Järpås is een plaats in de gemeente Lidköping in het landschap Västergötland en de provincie Västra Götalands län in Zweden. De plaats heeft 808 inwoners (2005) en een oppervlakte van 101 hectare.

## Verkeer en vervoer
Bij de plaats loopt de Länsväg 187.
De plaats heeft een station aan de spoorlijnen Håkantorp - Lidköping en Göteborg - Gårdsjö / Gullspång.

## Foto's

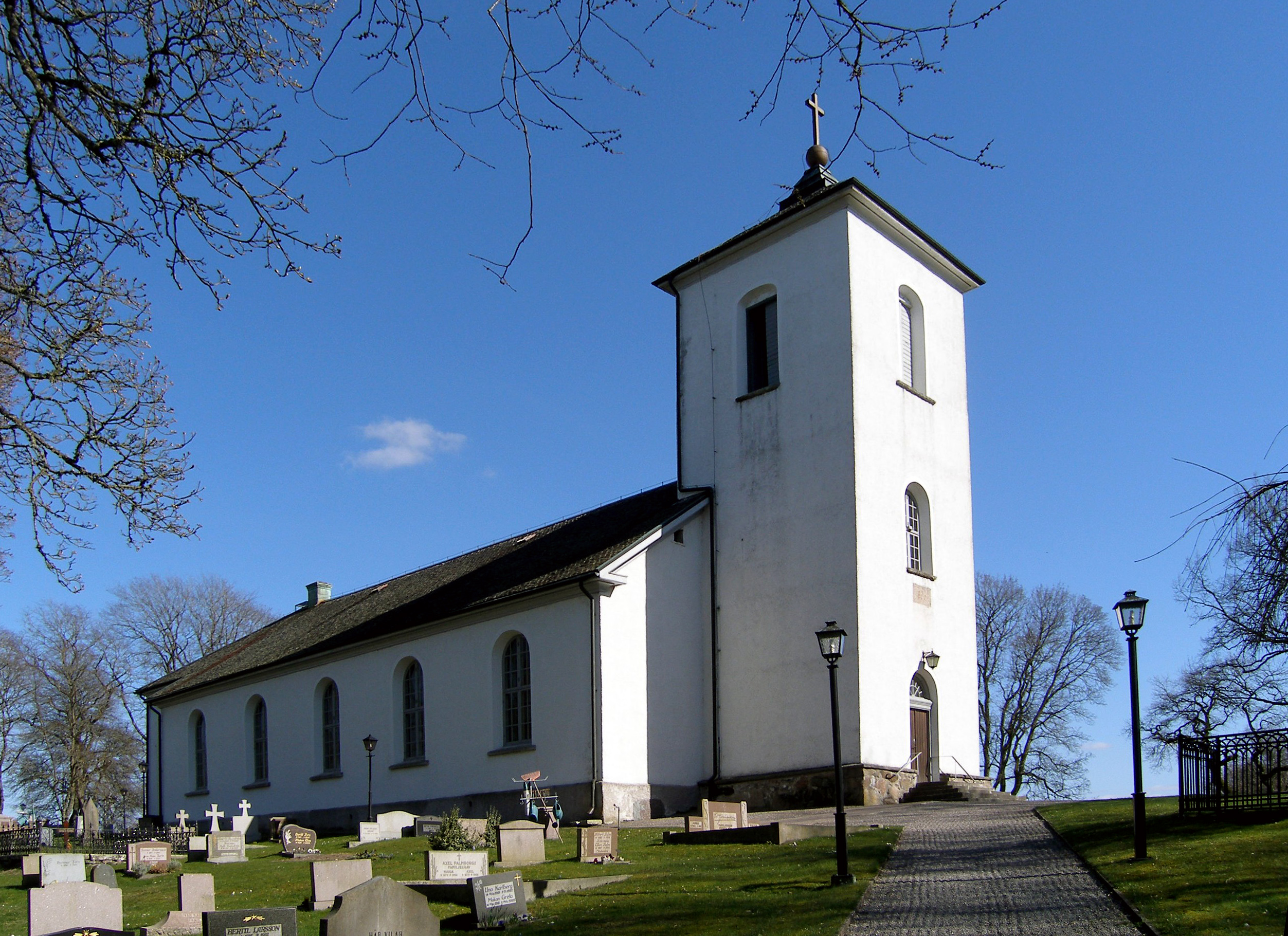
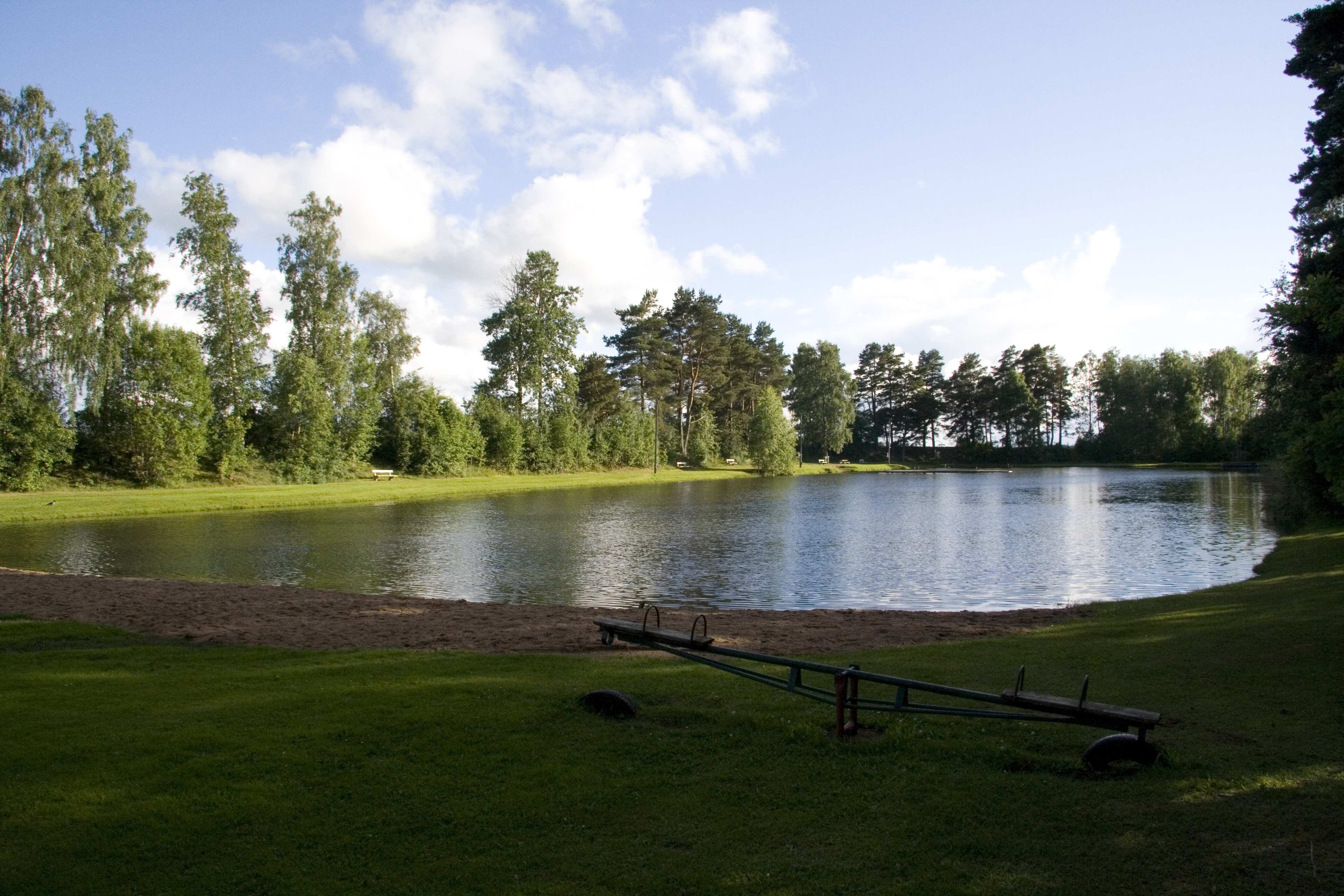